# Entrez

Entrez — це пошукова база даних, а також інтернет-портал, за допомогою якої користувачі можуть проводити пошук інформації з джерел Національного центру біотехнологічної інформації (NCBI), що є частиною Національної медичної бібліотеки США.

## Етимологія
«Entrez» — це друга особа множини фр. entrer, що означає заходьте!

## Бази даних
До складу Entrez входять такі бази даних:
- PubMed: біомедична література: абстракти та статті у відкритому доступі
- PubMed Central: безкоштовні, повнотекстові журнальні статті
- Books: онлайн версії підручників
- OMIM: Менделівська Спадковість у Людини Онлайн
- OMIA: Менделівська Спадковість у тварини Онлайн
- Nucleotide: база даних послідовностей нуклеотидів
- Protein: база даних послідовностей протеїнів
- Genome: послідовності всього геному
- Structure: тривимірні макромолекулярні структури
- Taxonomy: таксономія організмів
- SNP: поліморфізм одного нуклеотиду
- Gene [Архівовано 5 грудня 2010 у Wayback Machine.]: інформація про гени
- HomoloGene: гомологічні групи еукаріотів
- PubChem: база даних хімічних молекул
- Genome Project: інформація по проєкту геном
- UniGene: ген-орієнтовані кластери послідовностей транскриптів
- CDD: база даних протеїнів
- UniSTS
- PopSet: популяційні дані (Епідеміологія)
- GEO Profiles: профілі експресії та молекулярної насиченості
- GEO DataSets: експериментальний набір даних GEO
- Sequence read archive: архів послідовностей
- Cancer Chromosomes: цитогенетична база даних
- PubChem BioAssay: біоактивність хімічних сполук
- GENSAT: атлас експресії генів центральної нервової системи мишей
- Probe: ДНК-зонди
- NLM Catalog

## Історія
База даних була створена та представлена 1991 року на компактному диску. Згодом, 1994 року, NCBI започаткувала власний вебсайт, до початкової версії якого, входила й Entrez.